# Habeas corpus
Habeas corpus (Габе́ас ко́рпус; букв. лат. «(щоб) ти тримав тіло») — правова процедура, судовий наказ, який вимагає, щоб арештованого було доставлено до судді або суду.
Правило Габеас корпус гарантує звільнення ув'язненого від незаконного тримання під вартою (тобто тримання під вартою за відсутності достатніх підстав або доказів). Фактично, це — презумпція неправомірного затримання особи, що випливає з принципу особистої недоторканності.
Габеас корпус може ініціюватись як самим ув'язненим, так і іншою особою, яка діє в його інтересах.
Право Habeas corpus виникло в англійській правовій системі, і нині використовується в багатьох країнах. Це історично важливий правовий засіб захисту особистої свободи від свавілля держави.
Габеас корпус по суті є судовим викликом, зверненим до офіційної особи, відповідальної за тримання ув'язнених (наприклад, тюремного наглядача) про доставку арештованого до суду з метою визначення наявності законних підстав для затримання. Якщо виявиться, що така офіційна особа вийшла за межі своїх повноважень, то в'язень повинен бути звільнений.
У більшості юрисдикцій романо-германського права також діють подібні правові засоби в інтересах незаконно затриманих осіб, але вони не завжди називаються «Габеас корпус». Наприклад, в деяких іспаномовних країнах еквівалентною гарантією проти незаконного позбавлення волі є (ісп.) Amparo de libertad («захист свободи») .
Габеас корпус має певні обмеження. Технічно він є лише процедурним засобом; це гарантія проти будь-якого незаконного тримання під вартою, проте не захищає інших прав, таких як право на справедливий судовий розгляд. Тому, якщо затримання без дозволу суду допускається законом держави, то габеас корпус не буде в такому разі корисним засобом. У деяких країнах ця процедура може бути тимчасово або постійно призупиненою, наприклад на час надзвичайних ситуацій.
Держави (юрисдикції), в яких діє Habeas corpus: Англія, Австралія, Канада, Німеччина, Індія, Ірландія, Італія, Малайзія, Нова Зеландія, Пакистан, Філіппіни, Шотландія, Іспанія, США.
У Польщі та Південній Африці діють еквівалентні за змістом інститути.